# Polymerbaserad modellera

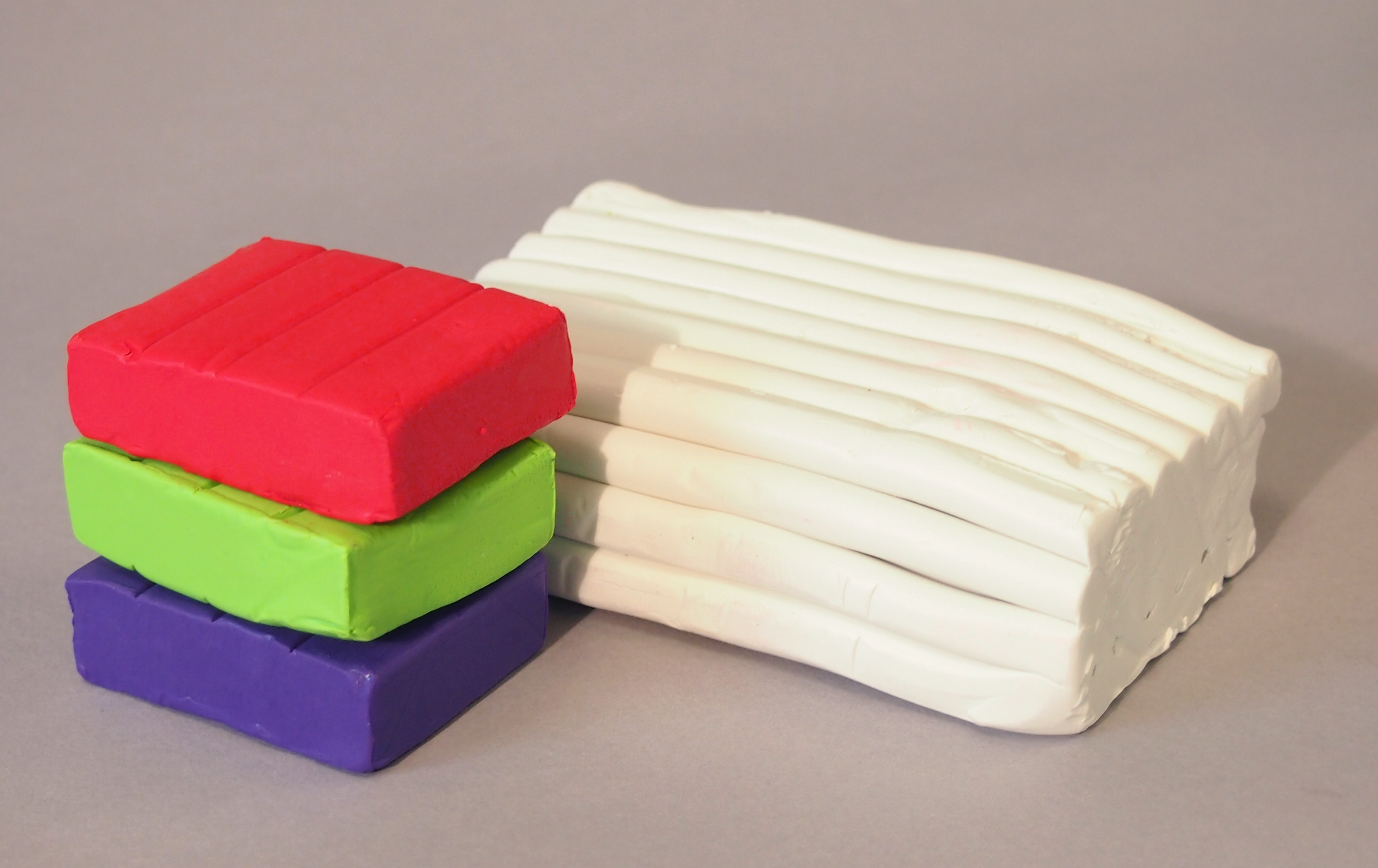
Polymerbaserad modellera

Plastbaserad modellera är en typ av modellera som huvudsakligen består av polymerer med tillsats av någon mjukgörare och pigment.  
Cernit och Fimo är exempel på märken med leror som innehåller PVC, massan härdas i vanlig ugn på 110-130 grader beroende på märke. Tiden beror på hur tjockt med lera man har men ungefär 30-40 minuter räcker för det mesta och man bör använda en ugnstermometer. 
Traditionellt framställd polymerbaserad modellera håller sig mjuk tills den härdas vid relativt låga temperaturer. Traditionell polymerbaserad modellera kan härdas i köksugn vid temperaturer kring 100-150 °C i 15 minuter per 6 mm materialtjocklek och behåller vanligen ursprungsstorleken efter härdningen. Om de härdas korrekt kan man med de flesta leror framställa färdiga föremål med god tålighet och böjlighet, liknande den hos många plaster. Det är i regel möjligt att lägga till nya lager på redan härdade bitar och åter härda utan problem. Så länge den maximala härdningstemperaturen inte överskrids så finns ingen begränsning av hur många gånger man kan härda föremål framställda av polymerbaserad lera. Efter härdning kan ytan lämnas som den är eller bearbetas vidare, t.ex. genom slipning.
Särskilda blandningar ger lera som är extra flexibel efter härdning eller andra effekter. Det finns även färglösa eller färgade flytande leror med egenskaper som gör dem lämpliga för glasering eller som kan användas som lim.
Polymerbaserad lera finns i många olika färger. Det finns också blandningar som är fluorescerande, genomskinliga, självlysande eller med glitter mm. Somliga leror avser att imitera sten genom inblandning av partiklar och fibrer. Lera av olika färg kan blandas.
Det är också möjligt att blanda olika färger för att skapa nya färger. Ytan kan målas med färg, bläck, färgpennor, kritor mm men man måste vara medveten om att inte alla färger är kompatibla med polymerlera utan kan förbli kladdiga. Man bör göra ett test först innan man målar större grejer. 